# Vestizione di san Guglielmo
La Vestizione di san Guglielmo è un dipinto a olio su tela (345x231 cm) realizzato da Giovanni Francesco Barbieri, detto Guercino, intorno al 1620 e conservato nella Pinacoteca nazionale di Bologna.

## Storia
"Fece quest'anno [1620] la tavola senza paragone bellissima nella chiesa dei Santi Gregorio e Siro di Bologna all'Altare del Sig. Christoforo Locatelli, per mezzo del Padre Mirandola e gli la pagò 150 scudi" riporta Carlo Cesare Malvasia nel 1678. La cappella del Locatelli "è la prima nell'entrare a mano sinistra, la cui eccellenza è tale, che in paragone  della contigua di Ludovico Carracci suo Maestro si può dire al pari di questa". Il dipinto rimase nella sua sede originaria fino al 1796, quando fu requisita dai commissari napoleonici e subito esposta al Louvre. Dopo una breve permanenza in Vaticano, ritornò a Bologna nel 1816 o 1817 e ivi rimase sin da allora nella Pinacoteca  di Bologna.

## Descrizione e stile
Al centro della composizione è raffigurato un personaggio in ginocchio, in atto di ricevere l'abito monastico da un vescovo. Indossa una corazza lucente e si trova alla testa di un gruppo di soldati, uno dei quali reca visibile sulla spalla il suo stendardo. Di fronte a lui, la spada è sorretta da entrambi: dal vescovo, che siede su una pedana in posizione di tre quarti, e dallo stesso protagonista, mentre il presule lo benedice con la mano libera. Nella parte superiore della scena, un angelo addita il gesto alla Vergine col Bambino, affiancati da due santi.
Con questa tela culmina lo stile giovanile del Guercino con tutti i caratteri anticlassici che lo caratterizzano. A proposito della fase giovanile del percorso del Guercino, Giovanni Battista Passeri riporta un aneddoto: trovandosi Guercino nella chiesa di San Gregorio con un gruppo di giovani allievi, di fronte alla sua tela disse loro "na allora bolliva ancora il pignattone", per indicare che quello era stato il risultato del massimo fervore della sua giovinezza.